# 캄비아노
캄비아노(이탈리아어: Cambiano, 피에몬테어: Cambiagn)는 이탈리아 피에몬테주의 토리노 광역시에 있는 코무네로, 토리노에서 남동쪽으로 약 13km(8mi) 정도 떨어져 있다.
캄비아노는 피노토리네세, 키에리, 페체토토리네세, 몬칼리에리, 트로파렐로, 산테나 및 빌라스텔로네와 접해 있다.